# Ján Plachetka
Ján Plachetka (* 18. Februar 1945 in Trenčín) ist ein slowakischer Schachspieler.

## Werdegang
Im Jahr 1978 erhielt er den Großmeistertitel. Plachetka wurde bei der tschechoslowakischen Einzelmeisterschaft 1992 Zweiter, 1973 und 1988 erreichte er jeweils den dritten Platz. 1993 wurde er in Topoľčianky slowakischer Einzelmeister. 
Plachetka siegte oder belegte vordere Plätze in vielen Turnieren: I.-II. Platz in Starý Smokovec (1972), I. Platz in Rimavská Sobota (1975), I.-II. Platz in Polanica-Zdrój (1975), .I-III. Platz in Maribor (1977), I. Platz in Trnava (1979), I. Platz in Sofia (1979), I.-II. Platz in Starý Smokovec (1979), I.-III. Platz in Novi Sad (1983), I.-II. Platz in Paris (1989), I.-II. Platz in Olmütz (2002), I. Platz in Staré Město (2004), I.-II. Platz in Lippstadt (2005) und I.-III. Platz in Umag (2006).
Seit 2009 trägt er den Titel FIDE Senior Trainer.
Seine Elo-Zahl beträgt 2375 (Stand: Januar 2015), im Januar 1980 erreichte er seine höchste Elo-Zahl von 2480.

## Nationalmannschaft
Plachetka nahm an sieben Schacholympiaden teil, 1974, 1980, 1982, 1984 und 1986 mit der Tschechoslowakei, 1994 und 2002 für die Slowakei. Sein größter Erfolg bei Schacholympiaden war der zweite Platz mit Mannschaft 1982 in Luzern. Plachetka spielte viermal für die Tschechoslowakei (1970, 1977, 1980 und 1989) und einmal für die Slowakei (1999) bei den Mannschaftseuropameisterschaften.

## Vereine
In der tschechoslowakischen Mannschaftsmeisterschaft spielte Plachetka für den ŠK Lokomotíva Trnava, in der tschechischen Extraliga von 1997 bis 1999 für den ŠK V+P Zlín und von 2000 bis 2013 für den ŠK Mahrla Prag, mit dem er 2009 tschechischer Mannschaftsmeister wurde.
In der österreichischen 1. Bundesliga (bis 2003 Staatsliga A) spielte Plachetka von 1989 bis 1996 für den SK Austria Wien, in der Saison 2000/01 für die Spielgemeinschaft Husek/Ottakring und in der Saison 2019/20 für den SK Sparkasse Bad Vöslau, in Ungarn spielte er von 2008 bis 2011 für Községi Sportegyesület Decs. In der slowakischen Extraliga spielte er in der Saison 1992/93 für den ŠK Lokomotíva Trnava, von 1995 bis 2000 und erneut von 2008 bis 2010 für den ŠK Trenčín, in der Saison 2000/01 für den ŠK Baník Prievidza, von 2002 bis 2005 für den ŠK Slovan Bratislava und von 2005 bis 2007 für den ŠK Senica, seit 2011 spielt er für den ŠK Magic Liptov.